# 바이바세-타이 FC
바이바세-타이는 사모아의 축구 클럽이다. 사모아의 투아나이마토가 이 팀의 연고지이다. 현재 사모아 내셔널 리그에 참가 중이며, 7회 우승을 기록한 바일리마 키위를 이어 6회 우승을 기록하고 있다.

## 역사
바이바세-타이는 사모아 내셔널 리그의 첫 5 시즌 동안 무려 4번이나 우승을 달성했다. (1982 시즌에는 알라푸아가 우승했다.) 그리고 1998 시즌, 2006 시즌에 각각 우승하여 총 6회 우승을 기록했다. 1985 시즌에는 준우승을 기록했다.

## 역대 우승
- 사모아 내셔널 리그: 6

1979, 1980, 1981, 1983, 1998, 2006